# Piero Fassino
Piero Fassino (n. 7 octombrie 1949, Avigliana, Piemont, Italia) este un politician italian.